# Eddie Baily
Edward Francis Baily, detto Eddie (Londra, 6 agosto 1925 – Welwyn Garden City, 13 ottobre 2010), è stato un calciatore inglese, che giocò dal 1946 al 1956 per il Tottenham.
Vestì anche le maglie di Port Vale, Nottingham Forest e Leyton Orient e partecipò al Campionato mondiale di calcio del 1950. Dopo il ritiro, avvenuto nel 1960, divenne assistente allenatore del Tottenham.

## Carriera

### Giocatore

#### Club
Nativo di Clapton, quartiere di Hackney (facente parte di Londra), Baily inizialmente giocò nella squadra locale della sua scuola, l'Hackney, dove all'età di 13 anni fu notato da uno scout del Tottenham, che lo invitò ad allenarsi con il club. Un anno dopo, nel 1939, il giovane si ritirò dalla scuola per lavorare con la famiglia nel settore della stampa: il Tottenham, dove avergli fatto firmare un contratto da non professionista, lo girò in prestito ad alcune squadre satelliti, come il Finchley, per fargli fare esperienza. Dopo diversi anni giocati in varie squadre di supporto al Tottenham, all'età di 17 anni gli venne proposto un contratto da amatore direttamente dagli Spurs, che venne sottoscritto nel 1942. A causa della Seconda guerra mondiale, dovette abbandonare il calcio giocato in quanto arruolato nell'esercito, militando nella squadra dell'esercito e venendo coinvolto in missioni in Belgio, Paesi Bassi e Germania. Il Tottenham non rinnovò il suo contratto in quanto venne dato erroneamente per disperso: Baily tornò in patria nel 1945 alla fine della guerra e, senza un contratto, sottoscrisse un accordo (sempre da amatore) con il Chelsea Football Club. Gli Spurs, avendo saputo che il giovane era ancora vivo, si accordarono con i Blues in modo che l'accordo appena firmato fosse sciolto, in modo che Baily tornasse ad essere un giocatore del Tottenham, anche se ancora con un contratto da non professionista.
Esordì da titolare nella prima squadra il 14 gennaio 1947 contro il West Bromwich Albion dopo sole 4 partite come riserva. Firmò come professionista nell'ottobre dello stesso anno e, dopo qualche anno come riserva, divenne titolare sotto la guida del manager Arthur Rowe, che sviluppò in quegli anni la tecnica dell'uno-due. In questi anni, Baily venne convocato nella rappresentanza della seconda divisione (al tempo Football League) con la quale segnò 5 presenze. Nel 1950 il club conquistò la promozione in First Division e, grazie a questa tecnica, all'entusiasmo per la promozione e al forte spirito di squadra, la formazione vinse anche il campionato di prima divisione nel 1951, diventando la prima squadra ad aggiudicarsi la prima e la seconda divisione in due stagioni consecutive. Nella sua carriera con il Tottenham, Baily fece registrare 296 presenze segnando 64 gol nel solo campionato, a cui si aggiunsero ulteriori 29 presenze e 5 reti in FA Cup: nel gennaio 1956 venne acquistato dal Port Vale per 7.000 sterline, al tempo un record per il club. Il suo esordio con la nuova maglia arrivò il 14 gennaio 1956 contro il Notts County, dove contribuì alla vittoria per 3-1 mettendo a segno una rete. Collezionò in totale 26 presenze mettendo a segno 8 reti prima di essere nuovamente messo sul mercato dopo soli 9 mesi perché, a dire del manager, era un individualista che lasciava "confusi" i compagni di reparto. Il Nottingham Forest, che militava in seconda divisione, acquistò il suo cartellino per 7.000 sterline nell'ottobre del 1956: nei Reds Baily militò per due stagioni, raccogliendo 68 presenze e siglando 14 reti e contribuendo alla promozione del club in First Division. Nel 1958, al termine della carriera da calciatore, si trasferì al Leyton Orient, dove restò per 2 stagioni giocando 29 partite e segnando 3 reti e facendo la prima esperienza anche come allenatore. Cessò la sua carriera da calciatore nel 1960, a 35 anni.

#### Nazionale
Il 2 luglio 1950 Baily venne convocato per la prima volta in Nazionale per il Campionato mondiale di calcio del 1950 giocatosi in Brasile e nel quale esordì contro la Spagna: gli iberici vinsero per 1-0 e la squadra inglese venne eliminata dalla competizione al primo turno. In totale, Baily vestì per 9 volte la maglia della Nazionale tra il 1950 e il 1952, siglandò 5 reti (tra cui due doppiette). Marcò inoltre 3 presenze con la Nazionale B, nella quale segnò una rete.

## Dopo il ritiro
Nel 1963 ritornò al Tottenham nelle vesti di assistente allenatore dell'allora manager Bill Nicholson, rimanendo al suo fianco per 10 anni: al licenziamento di Nicholson nel 1974, non ne occupò il posto e non venne mantenuto nel suo ruolo dal nuovo manager Terry Neill. Negli stessi anni, occupò la cattedra di educazione fisica nella Bishop Stopford's School di Enfield: dopo il 1974 divenne invece osservatore e scopritore di giovani per il West Ham United F.C..
Nel 1993 si giocò in suo onore una partita tra gli Spurs e l'Enfield F.C. (originariamente, la partita si sarebbe dovuta giocare tra gli Spurs e il West Ham): nello stesso giorno, il manager del Tottenham Terry Venables venne licenziato, causando le proteste di parte della tifoseria e rovinando quindi l'atmosfera di festa dedicata a Baily.
È scomparso nel 2010 all'età di 85 anni dopo una breve malattia.

## Statistiche

### Cronologia presenze e reti in Nazionale
| Cronologia completa delle presenze e delle reti in nazionale ― Inghilterra | Cronologia completa delle presenze e delle reti in nazionale ― Inghilterra | Cronologia completa delle presenze e delle reti in nazionale ― Inghilterra | Cronologia completa delle presenze e delle reti in nazionale ― Inghilterra | Cronologia completa delle presenze e delle reti in nazionale ― Inghilterra | Cronologia completa delle presenze e delle reti in nazionale ― Inghilterra | Cronologia completa delle presenze e delle reti in nazionale ― Inghilterra | Cronologia completa delle presenze e delle reti in nazionale ― Inghilterra |
| Data                                                                       | Città                                                                      | In casa                                                                    | Risultato                                                                  | Ospiti                                                                     | Competizione                                                               | Reti                                                                       | Note                                                                       |
| -------------------------------------------------------------------------- | -------------------------------------------------------------------------- | -------------------------------------------------------------------------- | -------------------------------------------------------------------------- | -------------------------------------------------------------------------- | -------------------------------------------------------------------------- | -------------------------------------------------------------------------- | -------------------------------------------------------------------------- |
| 2-7-1950                                                                   | Rio de Janeiro                                                             | Spagna                                                                     | 1 – 0                                                                      | Inghilterra                                                                | Mondiali 1950 - 1º turno                                                   | -                                                                          |                                                                            |
| 7-10-1950                                                                  | Belfast                                                                    | Irlanda del Nord                                                           | 1 – 4                                                                      | Inghilterra                                                                | Torneo Interbritannico                                                     | 2                                                                          |                                                                            |
| 15-11-1950                                                                 | Sunderland                                                                 | Inghilterra                                                                | 4 – 2                                                                      | Galles                                                                     | Torneo Interbritannico                                                     | 2                                                                          |                                                                            |
| 22-11-1950                                                                 | Londra                                                                     | Inghilterra                                                                | 2 – 2                                                                      | Jugoslavia                                                                 | Amichevole                                                                 | -                                                                          |                                                                            |
| 20-10-1951                                                                 | Cardiff                                                                    | Galles                                                                     | 1 – 1                                                                      | Inghilterra                                                                | Torneo Interbritannico                                                     | 1                                                                          |                                                                            |
| 28-11-1951                                                                 | Londra                                                                     | Inghilterra                                                                | 2 – 2                                                                      | Austria                                                                    | Amichevole                                                                 | -                                                                          |                                                                            |
| 25-5-1952                                                                  | Vienna                                                                     | Austria                                                                    | 2 – 3                                                                      | Inghilterra                                                                | Amichevole                                                                 | -                                                                          |                                                                            |
| 28-5-1952                                                                  | Zurigo                                                                     | Svizzera                                                                   | 0 – 3                                                                      | Inghilterra                                                                | Amichevole                                                                 | -                                                                          |                                                                            |
| 4-10-1952                                                                  | Belfast                                                                    | Irlanda del Nord                                                           | 2 – 2                                                                      | Inghilterra                                                                | Torneo Interbritannico                                                     | -                                                                          |                                                                            |
| Totale                                                                     |                                                                            | Presenze                                                                   | 9                                                                          |                                                                            | Reti                                                                       | 5                                                                          |                                                                            |

## Palmarès

### Club

#### Competizioni nazionali
- Campionato inglese: 1

Tottenham: 1950-1951
- Community Shield: 2

Inghilterra: 1950
Tottenham: 1951
- Second Division: 1

Tottenham: 1949-1950